# 에비스 마사노부
에비스 마사노부(일본어: 夷 正信, 1953년 10월 4일 ~)는 일본의 배우로, 호에이 TV 프로덕션 소속했다.